# Todd Richards
Todd Richards (né le 20 octobre 1966 à Crystal dans le Minnesota aux États-Unis) est un joueur professionnel américain de hockey sur glace, devenu entraîneur. Il est le frère de Travis Richards.

## Carrière en club
En 1985, lors du repêchage d'entrée dans la Ligue nationale de hockey il est choisi par les Canadiens de Montréal en tant que 33e choix total du repêchage au deuxième tour. Il ne commence pas pour autant dans la LNH mais rejoint le championnat universitaire (NCAA) pour l'université du Minnesota et les Golden Gophers du Minnesota.
En 1989, il fait ses débuts dans la Ligue américaine de hockey afvec les Canadiens de Sherbrooke et au cours de la saison suivante, il fait ses débuts en fin de saison dans la LNH avec les Whalers de Hartford mais il n'arrive pas à se faire une place dans l'effectif de la franchise. En 1991 avec les Indians de Springfield, il gagne la Coupe Calder.
En 1993, il rejoint la Ligue internationale de hockey et le Thunder de Las Vegas puis finit sa carrière en Amérique du Nord en 2001 après six saisons avec les Solar Bears d'Orlando. Pendant les quatre dernières saisons de l'équipe et de la LIH, il est le capitaine de la formation et gagne la Coupe Turner.
Il joue sa dernière saison professionnelle en Europe et plus précisément en Suisse pour le Genève-Servette Hockey Club qui évolue alors en seconde division. Il aide le club à rejoindre la première division.

## Statistiques
| Saison     | Équipe                      | Ligue      |     | Saison régulière | Saison régulière | Saison régulière | Saison régulière | Saison régulière |    | Séries éliminatoires | Séries éliminatoires | Séries éliminatoires | Séries éliminatoires | Séries éliminatoires |
| Saison     | Équipe                      | Ligue      | PJ  | B                | A                | Pts              | Pun              | PJ               | B  | A                    | Pts                  | Pun                  |                      |                      |
| 1985-1986  | Golden Gophers du Minnesota | NCAA       | 38  | 6                | 23               | 29               | 38               | -                | -  | -                    | -                    | -                    |                      |                      |
| 1986-1987  | Golden Gophers du Minnesota | NCAA       | 49  | 8                | 43               | 51               | 70               | -                | -  | -                    | -                    | -                    |                      |                      |
| 1987-1988  | Golden Gophers du Minnesota | NCAA       | 34  | 10               | 30               | 40               | 26               | -                | -  | -                    | -                    | -                    |                      |                      |
| 1988-1989  | Golden Gophers du Minnesota | NCAA       | 46  | 6                | 32               | 38               | 60               | -                | -  | -                    | -                    | -                    |                      |                      |
| 1989-1990  | Canadiens de Sherbrooke     | LAH        | 71  | 6                | 18               | 24               | 73               | 5                | 1  | 2                    | 3                    | 6                    |                      |                      |
| 1990-1991  | Canadiens de Fredericton    | LAH        | 3   | 0                | 1                | 1                | 2                | -                | -  | -                    | -                    | -                    |                      |                      |
| 1990-1991  | Indians de Springfield      | LAH        | 71  | 10               | 41               | 51               | 62               | 14               | 2  | 8                    | 10                   | 2                    |                      |                      |
| 1990-1991  | Whalers de Hartford         | LNH        | 2   | 0                | 4                | 4                | 2                | 6                | 0  | 0                    | 0                    | 2                    |                      |                      |
| 1991-1992  | Indians de Springfield      | LAH        | 43  | 6                | 23               | 29               | 33               | 8                | 0  | 3                    | 3                    | 2                    |                      |                      |
| 1991-1992  | Whalers de Hartford         | LNH        | 6   | 0                | 0                | 0                | 2                | 5                | 0  | 3                    | 3                    | 4                    |                      |                      |
| 1992-1993  | Indians de Springfield      | LAH        | 78  | 13               | 42               | 55               | 53               | 9                | 1  | 5                    | 6                    | 2                    |                      |                      |
| 1993-1994  | Thunder de Las Vegas        | LIH        | 80  | 11               | 35               | 46               | 122              | 5                | 1  | 4                    | 5                    | 18                   |                      |                      |
| 1994-1995  | Thunder de Las Vegas        | LIH        | 80  | 12               | 49               | 61               | 130              | 9                | 1  | 2                    | 3                    | 6                    |                      |                      |
| 1995-1996  | Solar Bears d'Orlando       | LIH        | 81  | 19               | 54               | 73               | 59               | 23               | 4  | 9                    | 13                   | 8                    |                      |                      |
| 1996-1997  | Solar Bears d'Orlando       | LIH        | 82  | 9                | 36               | 45               | 134              | 10               | 0  | 1                    | 1                    | 4                    |                      |                      |
| 1997-1998  | Solar Bears d'Orlando       | LIH        | 75  | 6                | 37               | 43               | 68               | 17               | 3  | 8                    | 11                   | 13                   |                      |                      |
| 1998-1999  | Solar Bears d'Orlando       | LIH        | 67  | 11               | 26               | 37               | 61               | 16               | 3  | 7                    | 10                   | 14                   |                      |                      |
| 1999-2000  | Solar Bears d'Orlando       | LIH        | 43  | 7                | 18               | 25               | 26               | 6                | 0  | 5                    | 5                    | 4                    |                      |                      |
| 2000-2001  | Solar Bears d'Orlando       | LIH        | 75  | 9                | 28               | 37               | 60               | 16               | 2  | 11                   | 13                   | 8                    |                      |                      |
| 2001-2002  | Genève-Servette             | LNB        | 34  | 11               | 26               | 37               | 18               | 13               | 3  | 13                   | 16                   | 10                   |                      |                      |
| Totaux LIH | Totaux LIH                  | Totaux LIH | 513 | 84               | 283              | 367              | 660              | 102              | 14 | 47                   | 61                   | 75                   |                      |                      |
| Totaux LAH | Totaux LAH                  | Totaux LAH | 266 | 35               | 125              | 160              | 223              | 36               | 4  | 18                   | 22                   | 12                   |                      |                      |

## Carrière d'entraîneur
En 2003, il devient l'entraîneur adjoint des Admirals de Milwaukee de la LAH poste qu'il occupe jusqu'au début de la saison 2006-2007, saison où il rejoint les Penguins de Wilkes-Barre/Scranton. Le 15 juin 2009, à la suite du départ de Jacques Lemaire qui rejoint les Devils du New Jersey, Richards est nommé deuxième entraîneur-chef de l'histoire du Wild du Minnesota. Après deux saisons sans se qualifier aux séries éliminatoires, la direction du Wild congédie Richards le 11 avril 2011. Le 9 janvier 2012, il est nommé entraîneur-chef par intérim des Blue Jackets de Columbus.